# Sven Hilding
Sven Hilding, född 25 november 1918, död 12 februari 2004, var en svensk matematiklektor, verksam vid Högre Allmänna Läroverket för flickor å Norrmalm och Lärarhögskolan i Stockholm. Han skrev en bok om metodik: "Matematik : mål och grundlinjer" (1963) och var medförfattare till flera läroböcker, bland annat om procenträkning och användandet av räknestickan.